# Сангай Чоден Вангчук
Королева Сангай Чоден Вангчук (англ. Sangay Choden Wangchuck; род. 11 мая 1963 года) — одна из четырёх жён четвёртого короля Бутана Джигме Сингье Вангчука, правившего до своего отречения в 2006 году.

## Биография

### Семья
Сангай Чоден — пятая дочь в семье Яб Угьен Дорджи (англ. Yab Ugyen Dorji), потомка Шабдрунг Нгаванг Намгьяла и Юм Тхуджи Зам (англ. Yum Thuji Zam). В семье было ещё 4 сестры и 2 брата. Четверо сестёр (кроме старшей), включая и Сангай Чоден, вышли замуж за Джигме Сингье Вангчука в 1979 году:
- Королева Дорджи Вангмо Вангчук
- Королева Церинг Пем Вангчук
- Королева Церинг Янгдон Вангчук — мать нынешнего короля Джигме Кхесар Намгьял Вангчука

Сангай Чоден имеет двоих детей:
- Принц дашо Кхамсум Сингъе Вангчук (род. 6 октября 1985)
- Принцесса Юфелма Чоден Вангчук (род. 1993)

Брат королевы Сангай Нгедуп является видным политическим деятелем Бутана, занимал значительные посты в правительстве.

### Благотворительная деятельность
Аши Сангай Чоден Вангчук занимается развитием искусства в Бутане и пропагандой богатого культурного наследия страны. Она является покровителем музея текстиля в Тхимпху, который помогала создавать в 2001 году.